# ویتوریو آلگری
ویتوریو آلگری (ایتالیایی: Vittorio Algeri؛ زادهٔ ۳ ژانویهٔ ۱۹۵۳) دوچرخه‌سوار اهل ایتالیا است.